# Norman Cota
Norman Daniel Cota (ur. 30 maja 1893 w Chelsea w stanie Massachusetts, zm. 4 października 1971 w Wichicie w stanie Kansas) – amerykański generał major.
Był zaangażowany w planowanie i realizację inwazji aliantów na Normandię w czerwcu 1944 roku. Przeszedł do historii jako dowódca 28 Dywizji Piechoty, który podnosił przerażonych żołnierzy na plaży Omaha, osobiście angażował się w walkę u ich boku i poprowadził pierwsze udane przebicie się z plaży, za co został odznaczony Krzyżem Wybitnej Służby.

## Wczesne lata i kariera wojskowa
Urodził się w Chelsea w stanie Massachusetts jako syn George’a Williama Coty, byłego telegrafisty kolejowego (później kupca) i Jessie H. Mason, nauczycielki szkolnej, która wyemigrowała z terenów dzisiejszej Chorwacji. Uczęszczał do Worcester Academy przez trzy lata, począwszy od jesieni 1910 roku. Podczas gry w piłkę nożną jego koledzy z drużyny nadali mu przydomek „Dutch”, z niewiadomej przyczyny, ponieważ Cota nie miał żadnych holenderskich korzeni.
W czerwcu 1913 roku został przyjęty do United States Military Academy w West Point. Stany Zjednoczone przystąpiły do I wojny światowej 6 kwietnia 1917 roku, więc jego klasa ukończyła szkołę 20 kwietnia, siedem tygodni przed planowanym terminem. Kolegami Coty z West Point byli m.in. późniejsi generałowie Matthew Ridgway, J. Lawton Collins, Mark W. Clark, Ernest N. Harmon, Laurence B. Keiser, Bryant Moore, Charles H. Gerhardt, Frederick Augustus Irving, William Kelly Harrison Jr. czy William W. Eagles. Z Dwightem Eisenhowerem, który ukończył West Point dwa lata wcześniej, Cota poznał się, grając z nim w futbol amerykański. Mężczyzni pozostali dobrymi przyjaciółmi przez całe życie.
Cota otrzymał stopień podporucznika, a jego pierwszym przydziałem był 22 Pułk Piechoty. Z powodu przyłączenia się USA do I wojny światowej Cota szybko awansował na porucznika, a następnie do stopnia kapitana po zaledwie kilku miesiącach. Po 18 miesiącach czynnej służby otrzymał tymczasowy awans na majora. Otrzymał stanowisko instruktora taktyki w West Point na krótko przed końcem wojny i pozostał na uczelni do 1920 roku.

## Okres międzywojenny
W 1919 roku armia amerykańska przeszła redukcję liczebności, a Cota powrócił do rangi kapitana ze swojego tymczasowego stopnia majora z czasów wojny. Będąc oficerem finansowym w Langley Field w Wirginii w 1922 roku, został pociągnięty do osobistej odpowiedzialności, gdy stanowisko zostało okradzione z 43 000 dolarów. Dopiero apelacja do Kongresu uwolniła go od konieczności osobistego zwrotu skradzionych funduszy.
Później służył na Hawajach (1924–1928) i ukończył U.S. Army Command and General Staff College (CGSC) w Fort Leavenworth w stanie Kansas w czerwcu 1931 roku. Jego praca dyplomowa pt. Study of the dispositions of the Turkish 19th Division on the night of April 24–25 and its operations to include the night of April 27–28 dotyczyła bitwa o Gallipoli w czasie I wojny światowej. Był instruktorem w U.S. Army Infantry School (1932–1933) i ukończył U.S. Army War College w 1936 roku. Był instruktorem w U.S. Army Command and General Staff School (1938–1940). Podczas pobytu tam został awansowany na podpułkownika 1 lipca 1940 roku. Następnie został oficerem wykonawczym (XO) 16 Pułku Piechoty w Fort Jay na Governors Island w stanie Nowy Jork.

## II wojna światowa

### Afryka Północna
W chwili przystąpienia Stanów Zjednoczonych do II wojny światowej był oficerem G-2 (wywiad), a następnie oficerem G-3 (plany i szkolenie) 1 Dywizji Piechoty, którą to funkcję pełnił od marca 1941 do czerwca 1942 roku. W tym czasie został ponownie awansowany, tym razem do tymczasowego stopnia pułkownika, 13 grudnia 1941 roku. W czerwcu 1942 został wyznaczony na szefa sztabu dywizji, stanowisko to piastował do lutego 1943 roku.
W tym samym miesiącu, zaraz po udziale w alianckiej inwazji na Afrykę Północną pod dowództwem generała majora Terry’ego Allena, przygotował raport, który zawierał propozycje zmian w organizacji zadań dywizji szturmowych, a jego zalecenia zostały przyjęte podczas przygotowań do operacji Husky, alianckiej inwazji na Sycylię. Cota został awansowany do stopnia generała-brygadiera 2 lutego 1943 roku i szybko wysłany do Wielkiej Brytanii, gdzie pełnił funkcję amerykańskiego doradcy w Dywizji Operacji Połączonych Europejskiego Teatru Działań Wojennych. W tej roli Cota pomagał nadzorować szkolenie w zakresie operacji desantowych.

### Operacja Overlord
Jako główny doradca w operacji Overlord został mianowany zastępcą dowódcy 29 Dywizji Piechoty, która została wyznaczona do lądowania na plaży Omaha w pierwszym rzucie. 29 Dywizja, formacja Gwardii Narodowej nazywana „Niebiesko-Szarą”, była dowodzona przez jego kolegę z West Point, generała majora Charlesa H. Gerhardta. Podczas planowania operacji Cota sprzeciwiał się lądowaniu w świetle dnia, wierząc, że atak przed świtem będzie miał większe szanse powodzenia. Rok przed inwazją, na konferencji na temat ataków desantowych, Cota argumentował za dążeniem do taktycznego zaskoczenia:

Przyjmuje się, że strategiczne zaskoczenie będzie niemożliwe do osiągnięcia. Taktyczne zaskoczenie to jednak inna sprawa [...] Taktyczne zaskoczenie to jeden z najpotężniejszych czynników decydujących o sukcesie. Dlatego też opowiadam się za nocnym lądowaniem. Nie wierzę, że atak w ciągu dnia może się powieść.

Cota nie był osamotniony w swoim sprzeciwie. Generał dywizji Leonard T. Gerow, dowódca V Korpusu i admirał John L. Hall Jr., dowódca Sił Amfibijnych „O” (formacji morskiej odpowiedzialnej za dostarczenie 1 Dywizji Piechoty na plażę) walczyli o zmianę planu operacji Overlord, prosząc o atak nocny.
Jednak dowództwo zdecydowało inaczej, dochodząc do wniosku, że bombardowanie morskie i powietrzne zmiękczy, a w najlepszym przypadku całkowicie wyeliminuje opór wroga. Plan na Omaha zasadniczo zakładał rzucenie piechoty bezpośrednio na przygotowane pozycje wroga, które zostały wzmocnione przez wklęsły kształt plaży (skutecznie kumulujący wrogi ogień), przeszkody naturalne i stworzone przez człowieka, złą pogodę oraz inne czynniki.
Większość dowódców D-Day zapewniała swoich ludzi, że Niemcy zostaną unicestwieni przez siłę ognia aliantów przed inwazją, a obrońcy są mniej liczni, niedoświadczeni i zdemoralizowani. Wszystkie te przekonania miały się okazać złedne. Po południu 5 czerwca Cota przedstawił dokładną ocenę sztabowi 29 Dywizji Piechoty:

To różni się od wszystkich innych ćwiczeń, które mieliście do tej pory. Małe rozbieżności, które próbowaliśmy naprawić na Slapton Sands, powiększa się i doprowadzą do incydentów, które na pierwszy rzut oka mogą wydawać się chaotyczne [...] Zacznie się zamieszanie. Barki desantowe nie przybędą zgodnie z planem, a ludzie wylądują w niewłaściwym miejscu. Niektórzy w ogóle nie wyląduję [...] Musimy improwizować, kontynuować, nie tracić głowy

Chociaż Cota miał znacznie mniej optymistyczne spojrzenie na plan niż dowództwo, nawet on nie przewidział rozmiarów niemal hekatomby, jaka czekała V Korpus (składający się z 29 Dywizji Piechoty i słynnej 1 Dywizji Piechoty „Big Red One”) na plaży Omaha.
Cota wylądował z częścią 11 Pułku Piechoty, będącego częścią 29 Dywizji, w drugim rzucie, około godzinę po godzinie H w sektorze Omaha znanym jako Dog White. Jego barka desantowa LCVP znalazła się pod ciężkim ostrzałem z karabinów maszynowych, moździerzy i lekkiej artylerii; trzech żołnierzy zginęło natychmiast po zejściu na brzeg.
Cota był jednym z najwyższych rangą oficerów, który znaleźli się na plaży pierwszego dnia. Po wylądowaniu osobiście zebrał oszołomionych, przygwożdżonych ocalałych, aby otworzyli jedno z pierwszych wyjść z plaży dla pojazdów wojskowych. Cota i jego ludzie dotarli do falochronu, gdzie użyli rur Bangalore i przecinaków do drutu, aby wybić przejście. Następnie zniszczyli gniazdo karabinu maszynowego, po czym dokonali pierwszego przełomu z plaży Omaha. Dwa cytaty, które Cota wypowiedział podczas początkowych walk, później stały się sławne:

Podczas spotkania z Maxem Schneiderem, dowódcą 5. batalionu rangerów, Cota zapytał „Co to za oddział?”. Ktoś krzyknął: „5. Rangers!” Próbując zainspirować ludzi Schneidera do opuszczenia osłony falochronu i przejścia przez wyłom, Cota odpowiedział: „Cóż, do cholery, jeśli jesteście rangersami, to wejdźcie tam i poprowadźcie nas!”

Rangers lead the way („Rangersi prowadzą”) stało się później mottem U.S. Army Rangers. Przypisuje mu się również spokojne zmobilizowanie swoich żołnierzy stwierdzeniem „Panowie, jesteśmy zabijani na plażach. Pójdźmy w głąb lądu i dajmy się zabić”.
Za bohaterskie dowodzenie w D-Day oraz w kolejnych dniach i tygodniach operacji normandzkiej został odznaczony Krzyżem Wybitnej Służby, z następującym uzasadnieniem:

Prezydent Stanów Zjednoczonych Ameryki, upoważniony przez Ustawę Kongresu z 9 lipca 1918 roku, z przyjemnością wręcza Krzyż Wybitnej Służby generałowi-brygadierowi Normanowi Danielowi Cocie (ASN: 0-5284) z Armii Stanów Zjednoczonych, za niezwykły heroizm wykazany w związku z operacjami wojskowymi przeciwko uzbrojonemu przeciwnikowi podczas służby jako zastępca dowódcy 29 Dywizji Piechoty, w akcji przeciwko siłom wroga 6 czerwca 1944 roku w Normandii we Francji. Generał Cota wylądował na plaży wkrótce po desancie pierwszej fali szturmowej wojsk. W tym czasie plaża była pod ciężkim ostrzałem z wrogich karabinów, karabinów maszynowych, moździerzy i artylerii. Poniesiono liczne straty, atak został zatrzymany, postępowała dezorganizacja. Generał Cota, całkowicie lekceważąc własne bezpieczeństwo, przemieszczał się w górę i w dół po pokrytej ogniem plaży, reorganizując jednostki i koordynując ich działania. Pod jego dowództwem przeprowadzono energiczny atak, który skutecznie zajął pozycje wroga i oczyścił plaże. Wybitne przywództwo generała-brygadiera Coty, jego osobista odwaga i gorliwe oddanie obowiązkom są przykładem najlepszych tradycji Sił Zbrojnych Stanów Zjednoczonych i przysparzają zarówno jemu samemu, 29 Dywizji Piechoty jak i [całej] Armii Stanów Zjednoczonych wielkiej chwały

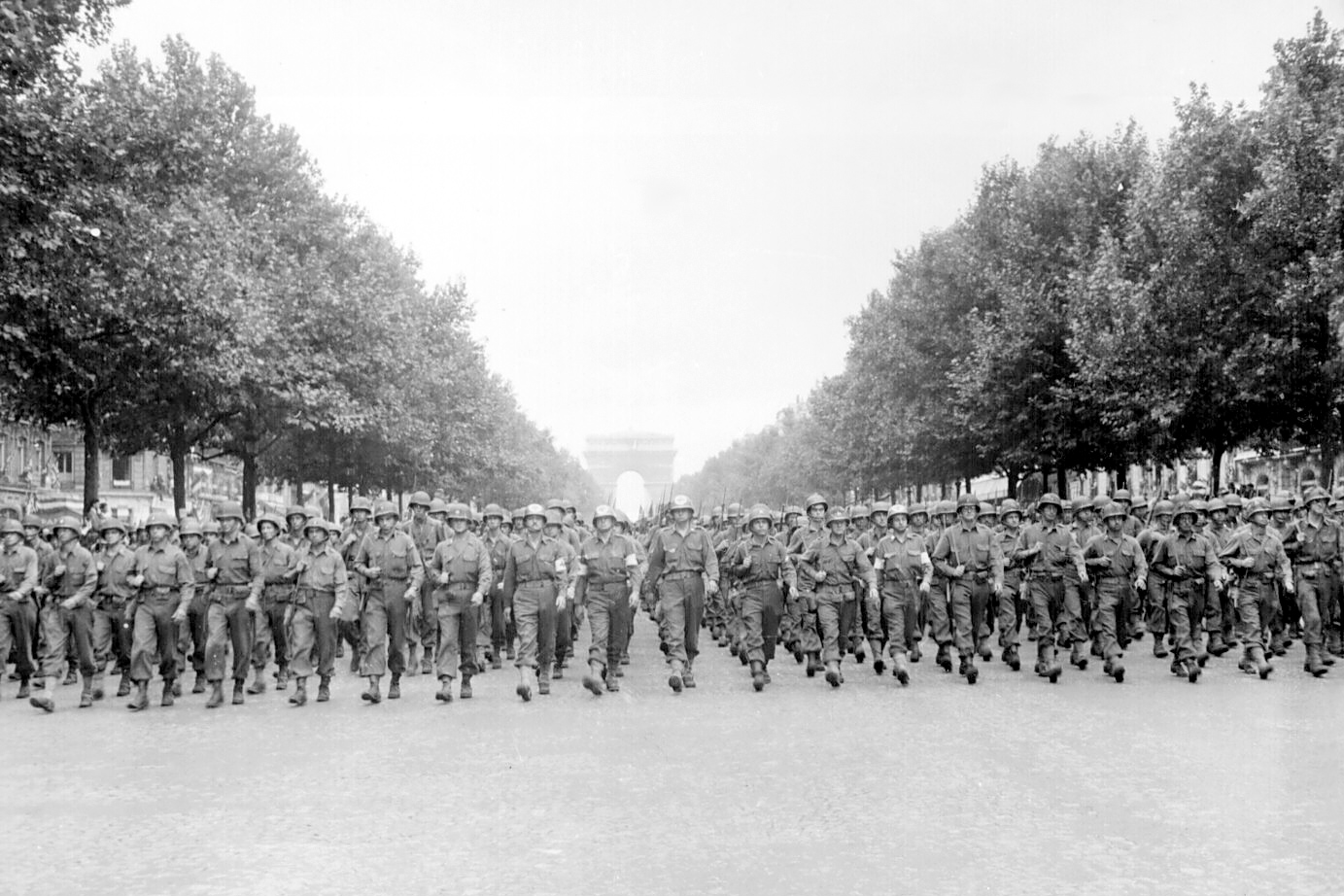
Żołnierze 28 Dywizji Piechoty maszerują na Polach Elizejskich w Paryżu

Po zabezpieczeniu wybrzeża Normandii siły alianckie ruszyły w kierunku Paryża. 14 sierpnia 1944 roku Cota został zastąpiony na stanowisku zastępcy dowódcy dywizji przez Leroya H. Watsona i przydzielony do dowodzenia 28 Dywizją Piechoty, zastępując generała brygady Jamesa Edwarda Whartona, który zginął w akcji z rąk snajpera, zaledwie kilka godzin po objęciu dowództwa. Zastępcami Coty byli kolejno generał-brygadier Kenneth Buchanan, generał-brygadier George A. Davis i generał-brygadier Edmund Sebree; generał-brygadier Basil H. Perry, kolega z West Point z 1917 roku, dowodził artylerią 28 Dywizji. Po próbie uwięzienia wycofujących się Niemców w Le Neubourg i Elbeuf nad Sekwaną, Cota i jego 28 Dywizja zostali przydzieleni do reprezentowania Armii Stanów Zjednoczonych w paradzie z okazji wyzwolenia Paryża. 4 września, przebywając na polu bitwy, Cota został awansowany na generała majora.

### Europa Zachodnia

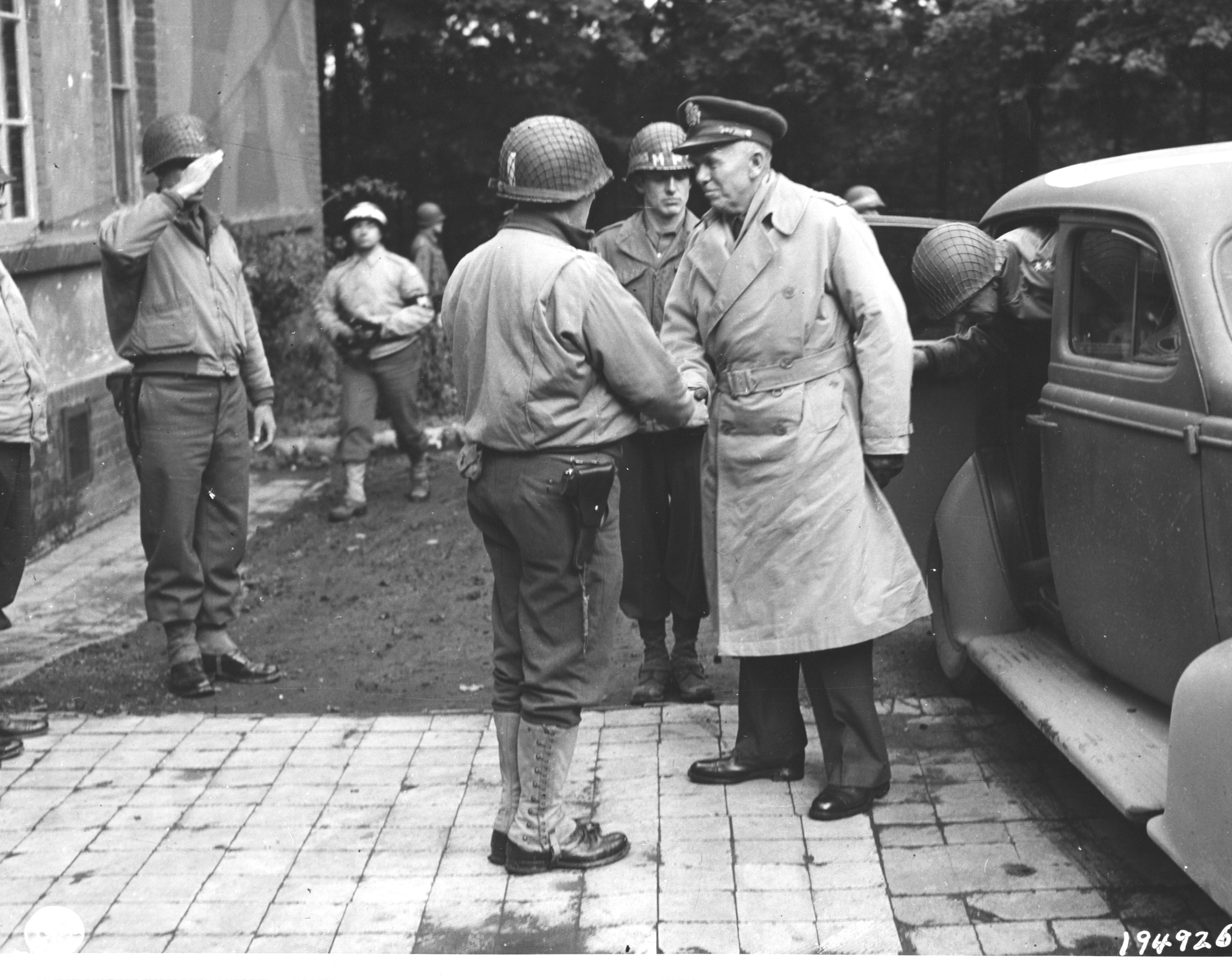
Generał major Norman Cota wita generała George’a C. Marshalla, szefa sztabu Armii Stanów Zjednoczonych, po przybyciu Marshalla do Elsenborn w Belgii, 22 października 1944

28 Dywizja Piechoty pod dowództwem generała majora Coty brała udział w bitwie o las Hürtgen, pomyślanej przez generała porucznika Omara Bradleya, dowódcę 12 Grupy Armii Stanów Zjednoczonych, jako bezpośredni atak na ustalone pozycje niemieckie w silnie zalesionym regionie, które znacznie sprzyjały obrońcom. Cota nie był zadowolony z rozkazu operacyjnego, który otrzymał. Wymagało to od niego wysłania trzech pułków na rozbieżne trasy ataku prowadzące do trzech różnych celów. Ponadto jego dywizja miała być jedyną jednostką atakującą na froncie o długości 240 km. Jego skargi zostały zlekceważone przez jego bezpośredniego przełożonego, dowódcę V Korpusu, generała majora Leonarda Gerowa.

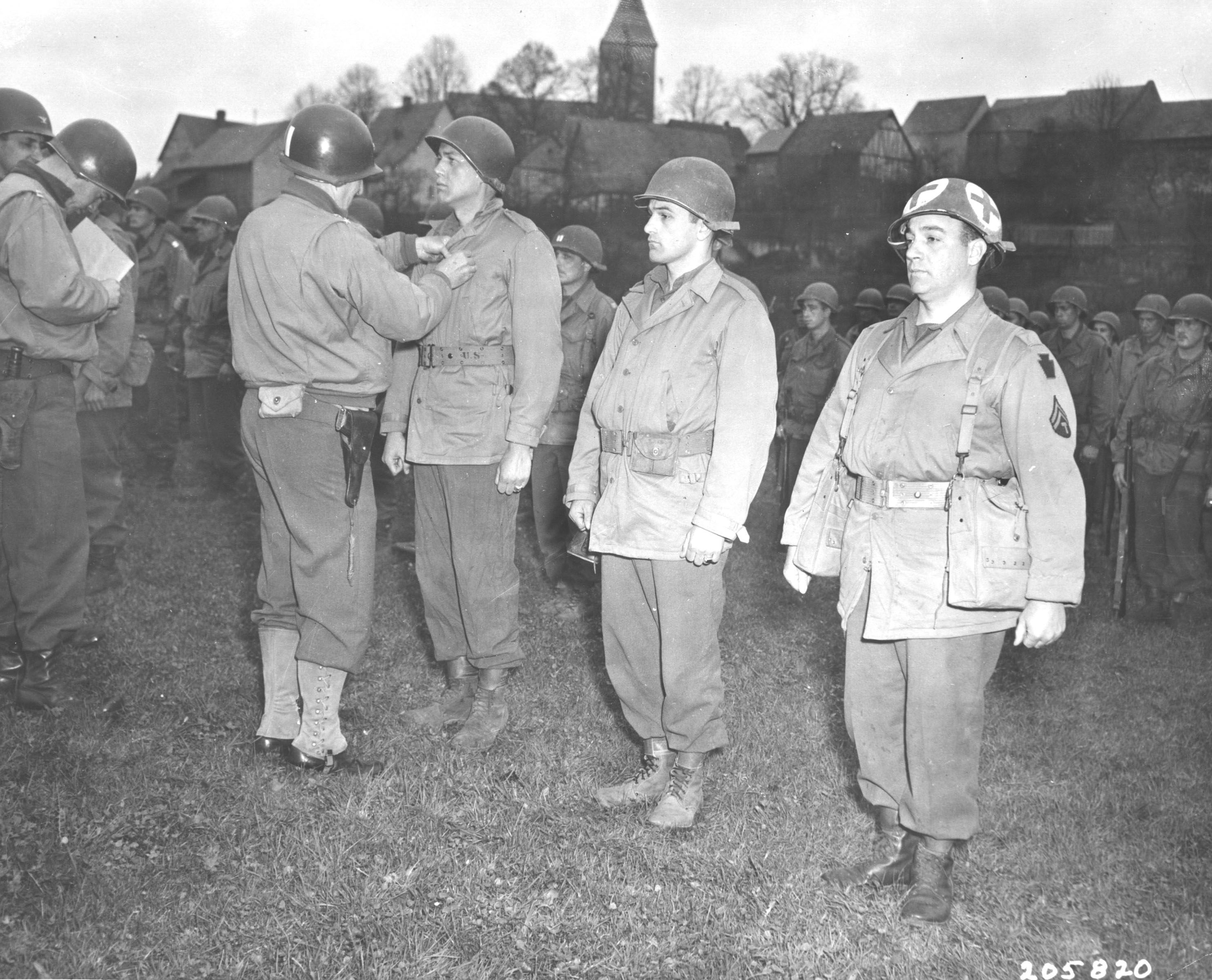
Generał major Norman Cota wręcza Brązową Gwiazdę kapralowi Johnowi H. Reese’owi, kapralowi Harry’emu D. McMahanowi i technikowi Ernestowi Geibelowi w Lahr w Niemczech, 2 kwietnia 1945

Północne i południowe uderzenia niewiele dały. Atakujący w centrum 112 Pułk Piechoty zdobył dwie wsie i miasto, ale ostatecznie został odrzucony przez niemieckie kontrataki. W artykule napisanym dla U.S. Army Combined Arms Center, podpułkownik w stanie spoczynku Thomas Bradbeer zidentyfikował „trzy kluczowe błędy”, które popełnił Cota. Po pierwsze, ani on, ani jego sztab nie wydali rozkazu patroli rozpoznawczych. Po drugie, wybrał, nie widząc, niezwykle wąską ścieżkę jako główną trasę zaopatrzeniową dywizji. Na koniec zdecydował się nie wykorzystywać dodatkowych jednostek pancernych, które otrzymał w celu wsparcia swojej piechoty, uważając, że teren i system dróg nie nadają się do ich wykorzystania, podczas gdy większość lasu była w rzeczywistości dostępna. Zamiast tego czołgi były używane jako uzupełniająca artyleria. Ponadto generał porucznik Bradley skrytykował Cotę za pozostanie na swoim stanowisku dowodzenia, odwiedzając front tylko raz pod koniec walk, w którym to czasie stracił już kontrolę nad sytuacją.

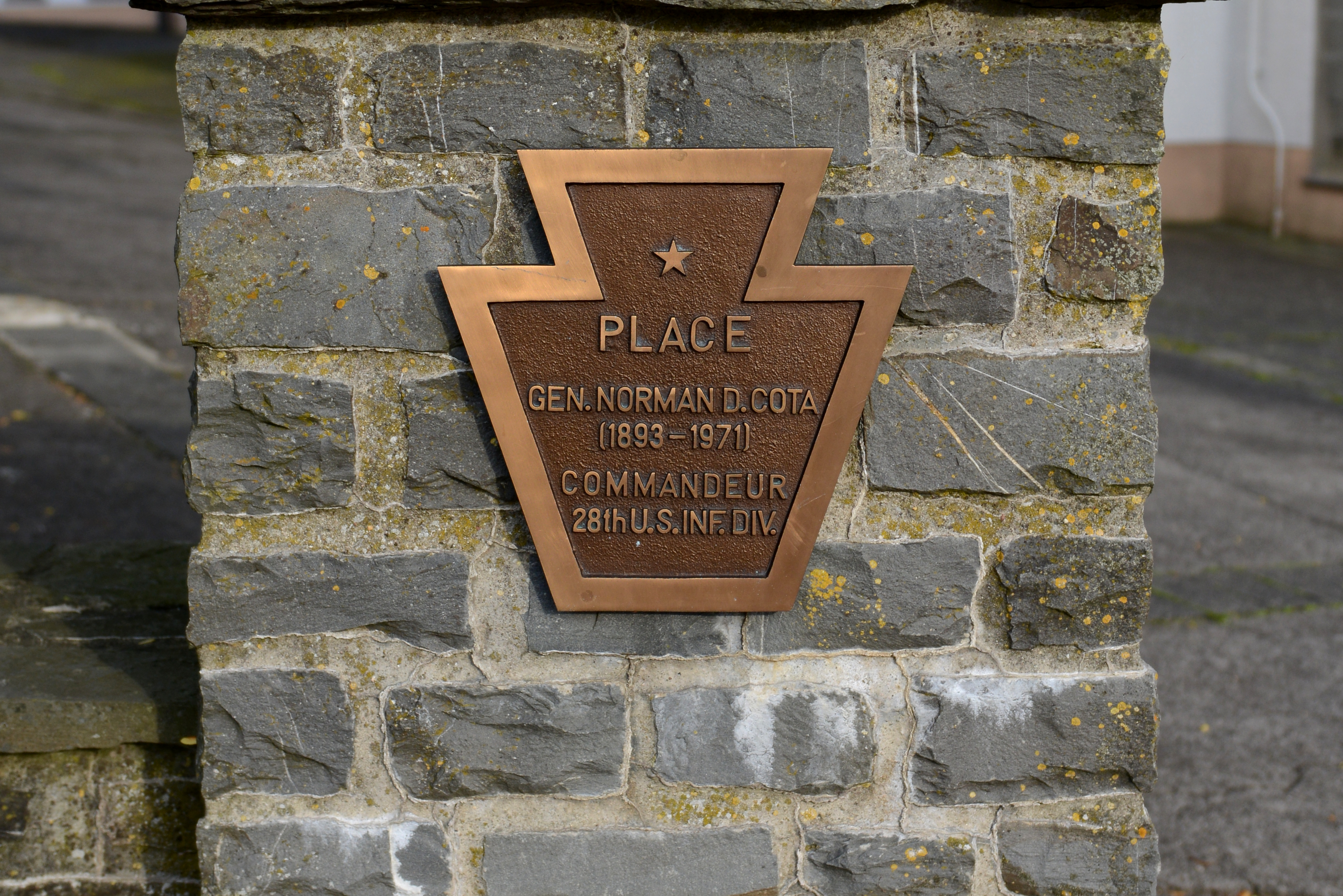
Plac Normana Coty w Bourscheid, Luksemburg

Dywizja Coty poniosła ciężkie straty i nie zdołała zabezpieczyć swoich celów. 28 Dywizja Piechoty i jej jednostki pomocnicze straciły 6184 żołnierzy; sam 112 Pułk Piechoty stracił 2316 ludzi z etatowej liczby 3100. Chociaż Cota zachował dowództwo nad dywizją do końca wojny, podczas której dowodził nią w bitwie o Ardeny i inwazji na Niemcy, stracił swoją nienaganną wcześniej reputację i zaufanie przełożonych, pomimo faktu, że przed rozpoczęciem działań wyrażał obawy dotyczące planu tym samym przełożonym.
W ciągu ostatnich trzech miesięcy wojny 28 Dywizja Piechoty ścigała wycofujące się siły niemieckie na wschód od Renu. Kiedy wojna w Europie dobiegła końca, Cota i 28 Dywizja pełnili obowiązki okupacyjne w rejonie Kolonii. Następnie dywizja zebrała się w Camp Shelby w stanie Missisipi, gdzie została oficjalnie rozwiązana 13 grudnia 1945 roku.

### Sąd wojskowy i egzekucja Eddiego Slovika
Cota rozpatrzył i zatwierdził również wyrok śmierci wydany przez sąd wojskowy na szeregowego Eddiego Slovika, który odmówił służby bojowej 8 października 1944 roku i został stracony 31 stycznia 1945 roku. Cota powiedział, że egzekucja jedynego amerykańskiego żołnierza straconego za dezercję od czasów wojny secesyjnej była „najtrudniejszymi 15 minutami jego życia”.

## Po wojnie
Cota miał nadzieję pozostać w czynnej służbie po wojnie i być może otrzymać awans na generała porucznika. Wysłał kilka listów do armii z prośbą o różne przydziały służbowe, ale na żaden z nich nie otrzymał odpowiedzi. Gdy wojna się skończyła, a armia miała przejść przez ogromną redukcję, nakazano mu poddać się badaniom lekarskim. Cota przeszedł na emeryturę 30 czerwca 1946 roku ze stałym stopniem generała majora.
W sierpniu został zatrudniony jako administrator Strefy Pierwszej Administracji Aktywów Wojennych.
Pod koniec lat 50. był dyrektorem obrony cywilnej hrabstwa Montgomery w stanie Pensylwania.

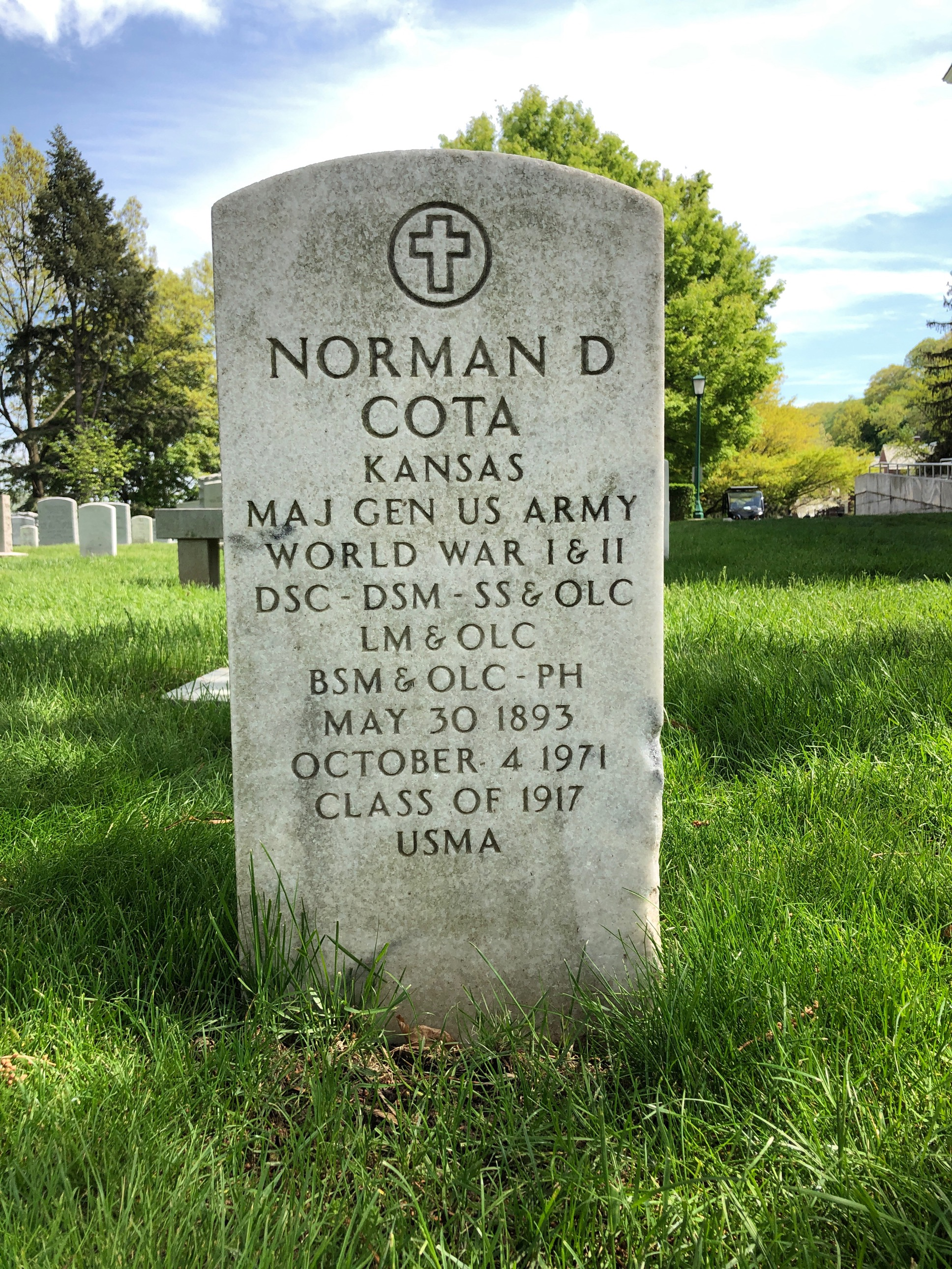
Grób Normana Coty

Zmarł w Wichita, Kansas, 4 października 1971 roku i został pochowany wraz z żoną Connie na cmentarzu w West Point.

## Życie osobiste
Poślubił pisarkę i nauczycielkę Constance Marthę „Connie” Alexander w Kościele Episkopalnym pw. Wcielenia Pańskiego w Nowym Jorku 1 listopada 1919 roku.
Cotowie mieli dwójkę dzieci: Ann (23 października 1920 – 31 sierpnia 1996), dziewczynkę urodzoną w szpitalu kadetów w West Point i Normana Daniela „Dana” Cotę Jr. (15 grudnia 1921 – 18 marca 1988). Syn Coty był pilotem myśliwca U.S. Army Air Corps i prowadził rozpoznanie dla 28 Dywizji Piechoty podczas bitwy o las Hürtgen.
Po śmierci pierwszej żony w 1969 roku, w październiku 1970 roku Cota poślubił Alice Weeks-McCutcheon.